# Lycaeides mongolica
Lycaeides mongolica är en fjärilsart som beskrevs av Otto Staudinger. Lycaeides mongolica ingår i släktet Lycaeides och familjen juvelvingar. Inga underarter finns listade i Catalogue of Life.